# Palazzo Gio Batta Senarega
Il palazzo Gio Batta Senarega è un edificio sito in piazza Senarega al civico 1 nel centro storico di Genova. L'edificio fu inserito nella lista dei palazzi iscritti ai Rolli di Genova.

## Storia e descrizione
La piazza, sede della consorteria nobiliare degli Uso di Mare per tutto il Medioevo, è il luogo prescelto da Gio. Batta Senarega per la costruzione del palazzo posto nei rolli pochi anni dopo l'edificazione.
Coinvolto nelle opere di ampliamento del centro mercantile di Banchi, viene ridotto nelle dimensioni con la demolizione dell'archivolto sopra la strada che da Soziglia conduce a Banchi, l'attuale via degli Orefici nel 1507.
L'opinione comune ancora nel 1797 identifica il palazzo come Senarega pur essendo stato Pallavicini e Spinola mentre, quella che all'epoca è piazzetta Mele, diviene l'attuale piazza Senarega.
Le due facciate principali, verso la loggia e verso la via di maggiore percorrenza, sono affrescate a quadrature con motivi architettonici.